# Stagonospora pteridiicola
Stagonospora pteridiicola är en svampart som beskrevs av P.J. Fisher & Punith. 1993. Stagonospora pteridiicola ingår i släktet Stagonospora och familjen Phaeosphaeriaceae.   Inga underarter finns listade i Catalogue of Life.